# 무한의 리바이어스
《무한의 리바이어스》(無限のリヴァイアス, Infinite Ryvius )는 선라이즈에서 1999년 10월 ~ 2000년 3월까지 방송한 일본의 애니메이션이다.

## 등장인물

### 메인 캐릭터
- 아이바 코우지

성우는 시라토리 테츠/강수진. 지구 출신의 16살 소년이다. 친동생인 아이바 유우키와는 어릴 때만 해도 사이가 좋았으나 2년 전에 크게 싸운 뒤로 사이가 매우 나쁘다.
- 아이바 유우키

성우는 호시 소이치로/김승준. 지구 출신의 15살 소년으로, 아이바 코우지의 동생.
- 오제 이쿠미

성우는 세키 토모카즈/김영선.
- 호우센 아오이

성우는 쿠와시마 호우코/정미숙. 지구 출신의 16살 소녀. 리베 델타의 플라이트 어텐던트(객실 승무원) 과 소속. 아이바 코우지와는 소꿉친구 사이이다.
- 이즈미 코즈에

성우는 탄게 사쿠라/우정신.
- 파이나 S. 시노자키

성우는 아이카와 리카코/윤미나.

### 츠바이
- 유이리 바하나

성우는 히카미 쿄코/최덕희.
- 룩슨 호조

성우 : 시마다 빈/전광주.